# Johan Jacob Döbelius
Johan Jacob von Döbeln, före adlandet år 1717 Döbelius, född 29 mars 1674 i Rostock, död 14 januari 1743 i Lund, var en tyskfödd svensk läkare och professor i praktisk medicin. Han var son till stadsläkaren Johan Jacob Döbelius den äldre. Döbelius sonsons son var generalen Georg Carl von Döbeln.
Döbelius blev efter studier i Leiden medicine doktor i Rostock år 1695. Han begav sig på resa till England året därpå, men blev väderdriven till Göteborg, där han en tid utövade medicinsk praktik. Han utnämndes sedermera till provinsialläkare, 1697 i Bohuslän och 1699 i Skåne. 
Han upptäckte och undersökte Ramlösa hälsobrunn, som 1707 öppnades för allmänheten. Döbelius var stabsmedikus vid de av Magnus Stenbock i Skåne sammandragna trupperna. År 1710 utnämndes han till professor i praktisk medicin vid Lunds universitet. Han fungerade som även som rektor för universitetet år 1717, 1729 och 1742 samt som inspektor vid Västgöta Nation mellan 1711 och 1714 och Göteborgs nation mellan 1740 och 1743.

## Bilder

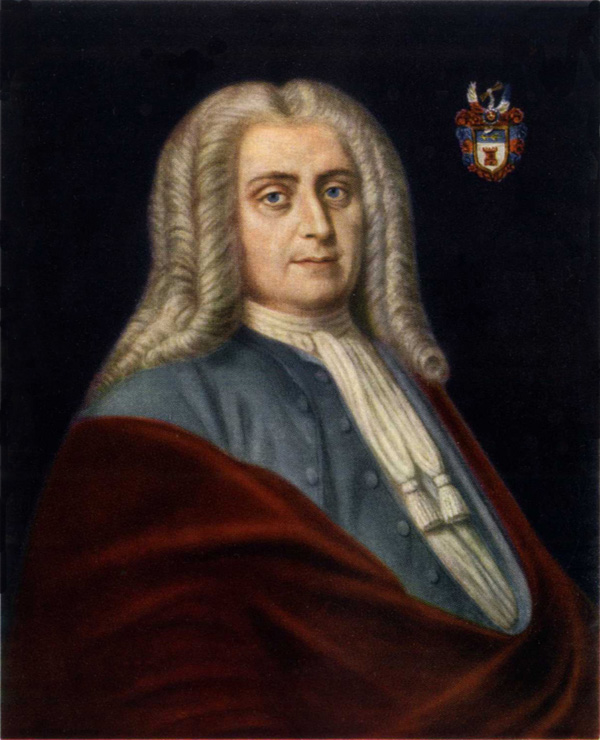
Johan Jacob Döbelius
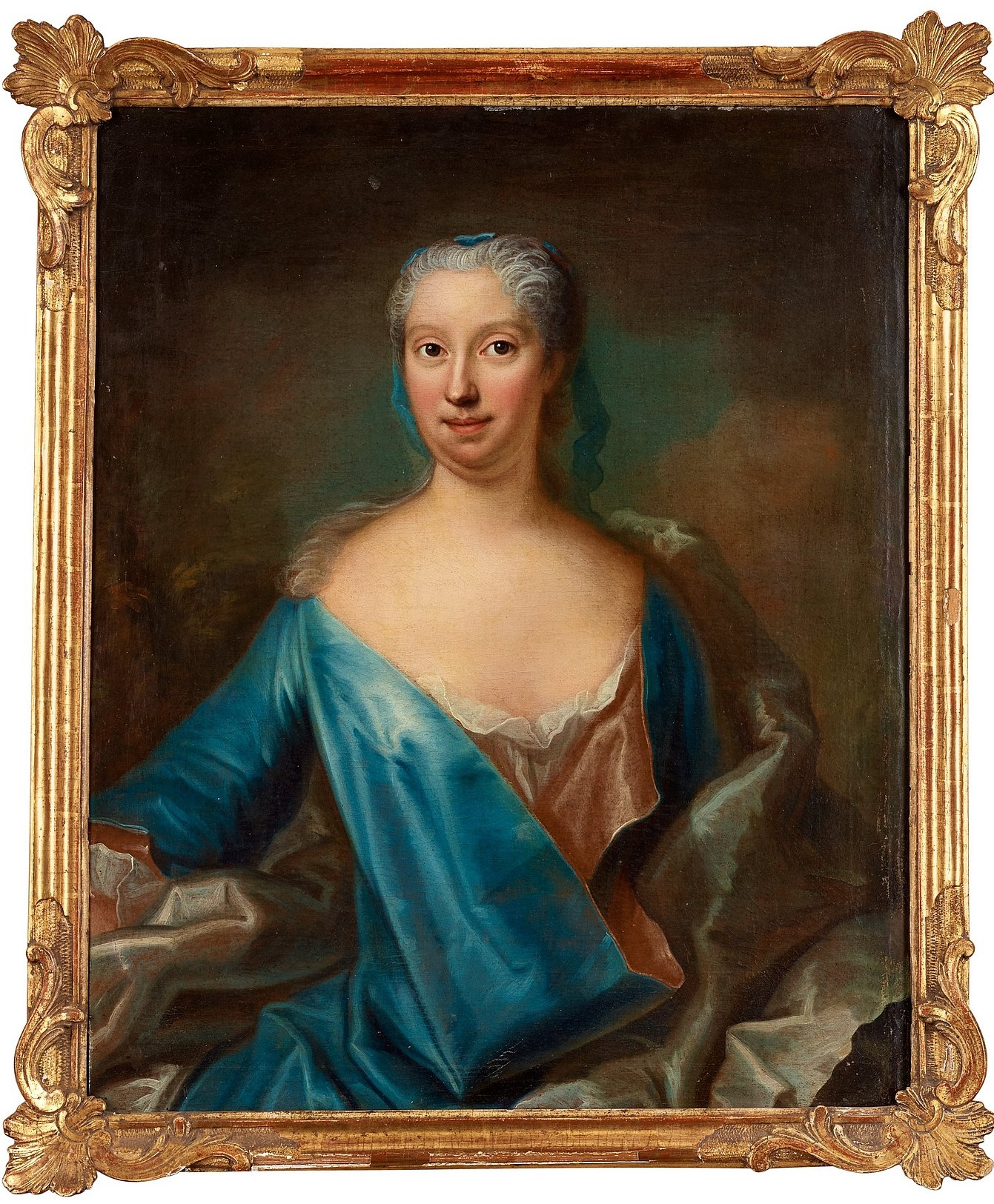
Hans fru Maria Scheurle som levde 1696–1762. Målning av Johan Henrik Scheffel